# Šešonk I.
Šešonk I. byl první egyptským faraon 22. dynastie, která se někdy nazývá libyjská. Vládl přibližně v letech 943–923 př. n. l. 

## Zahraniční politika

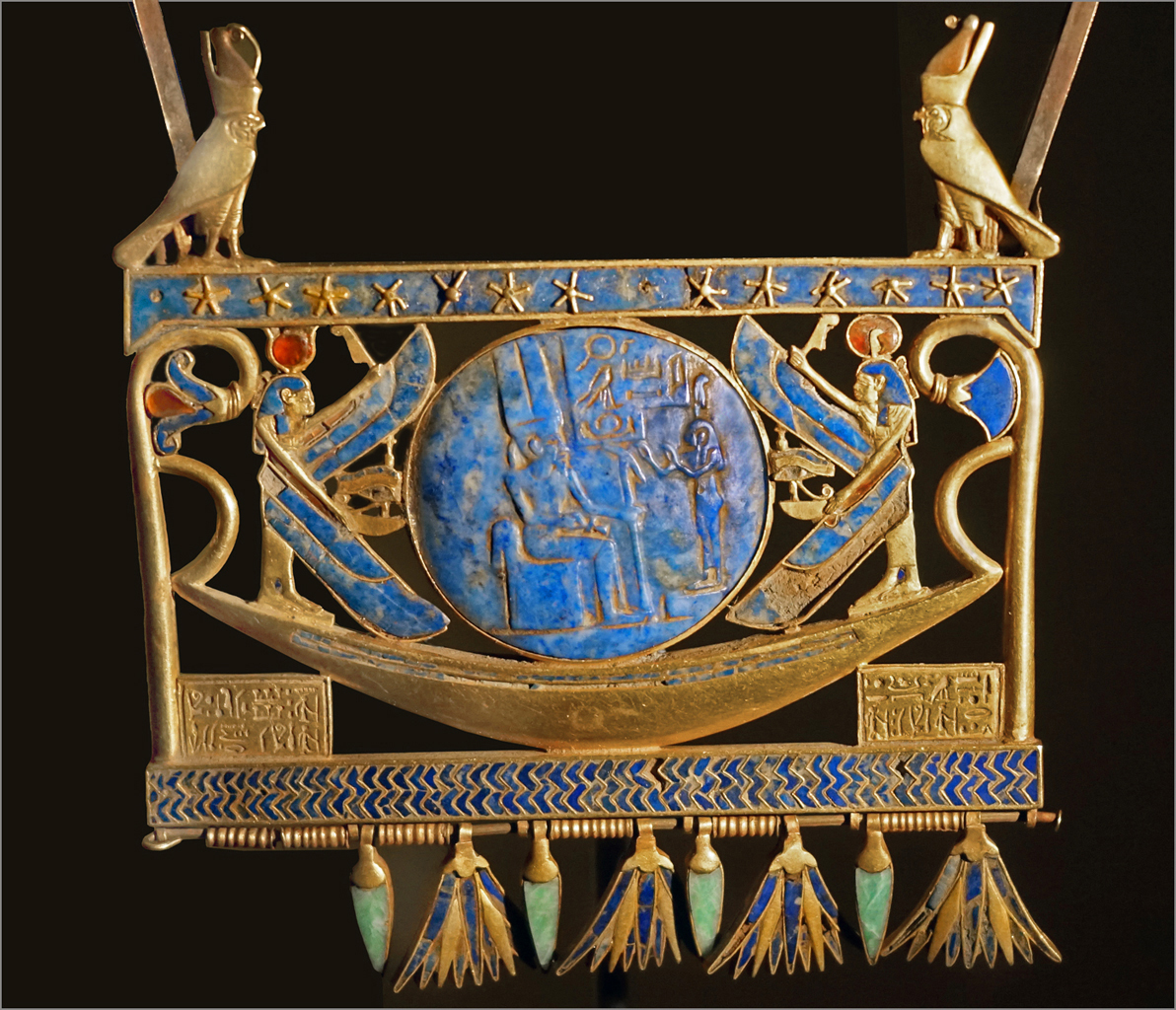
Pektorál s motivem sluneční bárky; Šešonk I. a syn Nimlot

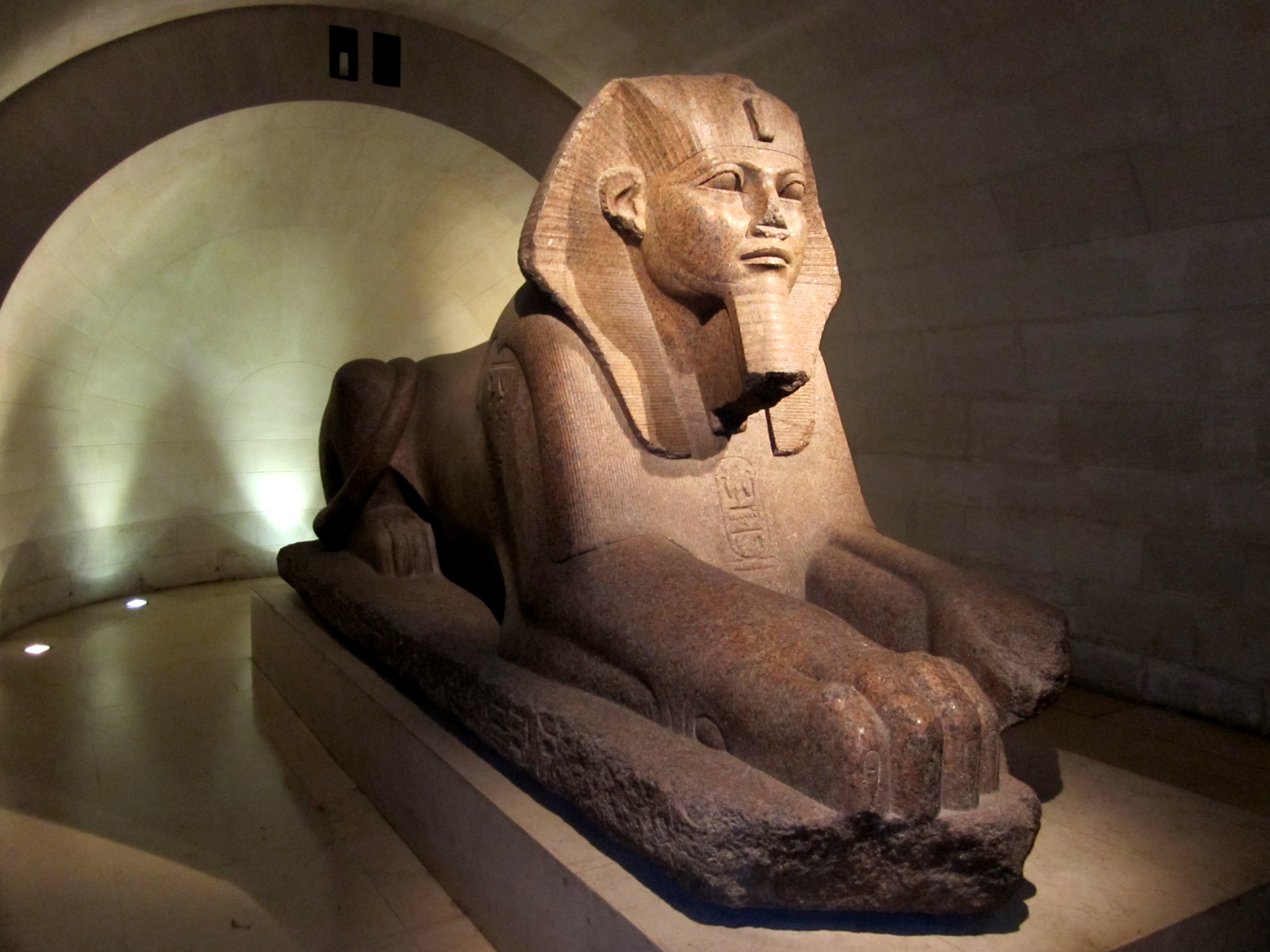
Velká sfinga z Tanis, z období vlády Amenemheta,12. dynastie s připsanými kartušemi Merenptaha 19. dynastie a Šesonka I.

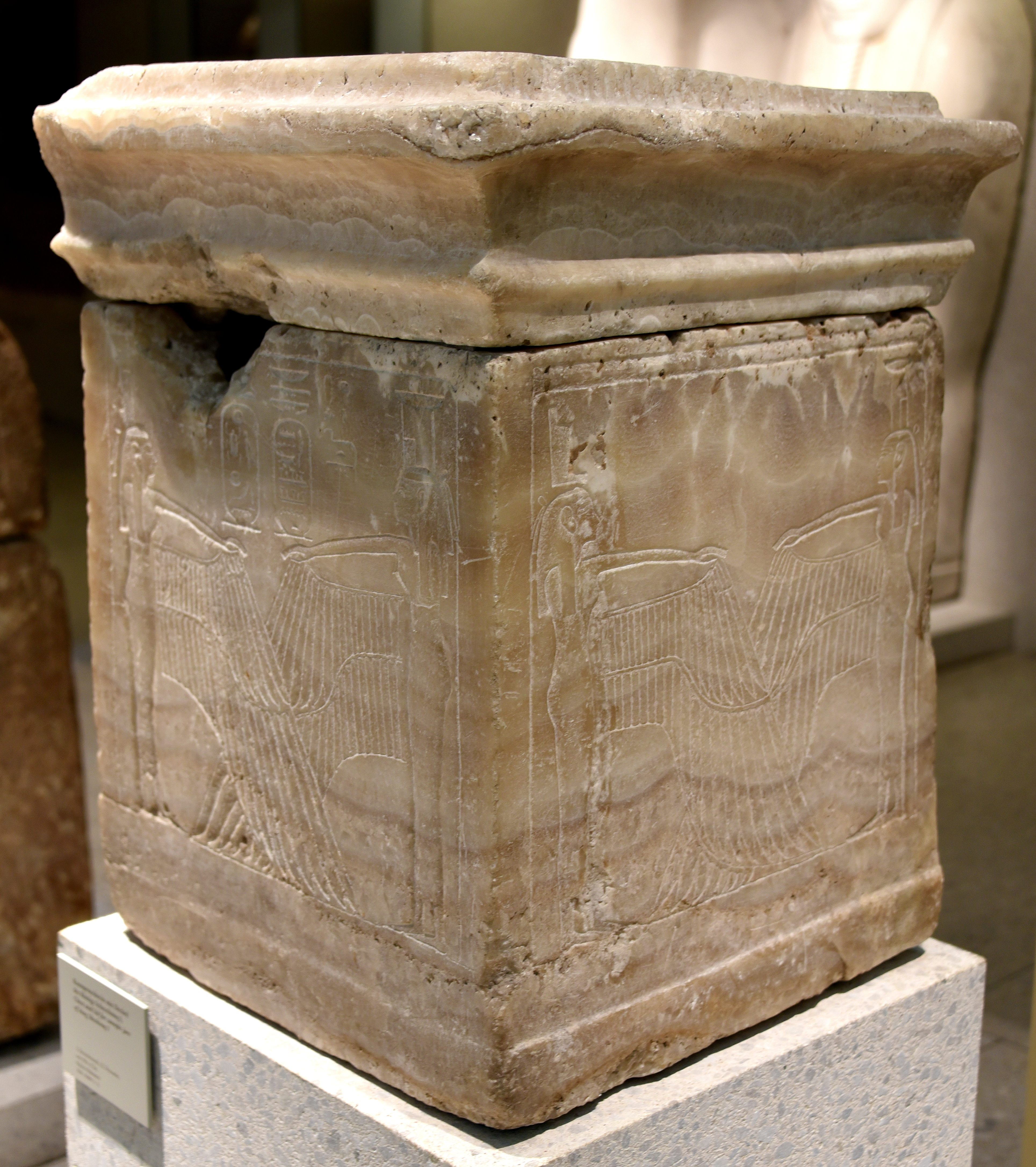
Kanopa s víkem; na boční stěně kartuše Šešonk I.

Šešonk I. vedl velmi agresivní politiku namířenou hlavně na oblasti Blízkého východu sousedící s Egyptem. Potvrzuje to objevený podstavec sochy nesoucí panovníkovo jméno z libanonského města Byblos, část monumentální stély z Megidda a seznam měst z oblasti zahrnující Sýrii, Fénícii a Izrael, který byl nalezen na reliéfu v Karnaku. Dochované záznamy nám vyprávějí o rychlosti a síle egyptských jednotek, s jakou se pohybovaly dávným Izraelem a jak ohrožovaly Jeruzalém. Je dokonce možné, že jej dobyly. V bibli je totiž zmínka o egyptském králi Šišakovi, který v pátém roce vlády krále Rechabeáma vytáhl proti Jeruzalému. Šešonk I. bývá často s tímto biblickým Šišakem (resp. Šíšakem či Sesákem) ztotožňován.

## Příbuzenstvo
Šešonkovými předky byli pravděpodobně Libyjci, kteří se usadili v Egyptě během pozdního období Nové říše, místem jejich pobytu je pravděpodobně Herakleopolis Magna. Samotný faraon však nejspíš pocházel z Bubastis. Na trůně vystřídal v roce 926/945 př. n. l. faraona Pasbachaenniuta II. Celistvost říše si pojistil ještě před svou smrtí. Svým nástupcem jmenoval svého syna Osorkona I. Druhý syn Šešonkův se jmenoval Iuput, otec jej učinil nejvyšším knězem boha Amona v Thébách, guvernérem Horního Egypta a velitelem armády. Naprázdno nevyšel ani faraonův třetí syn, Nimlot, získal významná místa v armádě.

## Hrobka
Hrobka Šešonka nebyla dosud spolehlivě identifikována, povšechně se uvádí pohřebiště v Tanis. Kanopa  s jeho kartuší, uložená v berlínském muzeu, je jeden z mála objektů zachovaných z pohřební výbavy. V daném období bylo obvyklé, že panovník si přisvojil starší hrobku a přeznačil ji svým jménem. Obdobně jsou na rameni a podstavci sochy královské sfingy z doby vlády Merenptaha II. (12. dynastie) připsány Šešonka I.
|                   |     |    |    |         |
| \| \| \| \| \| \| |     |    |    |         |
|                   |     |    |    |         |
| N5                | S38 | L1 | N5 | U21 · n |

| N5 | S38 | L1 | N5 | U21 · n |

|                |                |    |    |
| \| \| \| \| \| |                |    |    |
|                |                |    |    |
| M17            | Y5 · N35 · N36 | M8 | M8 |

| M17 | Y5 · N35 · N36 | M8 | M8 |

|                   |     |    |    |         |
| \| \| \| \| \| \| |     |    |    |         |
|                   |     |    |    |         |
| N5                | S38 | L1 | N5 | U21 · n |

| N5 | S38 | L1 | N5 | U21 · n |

|                |                |    |    |
| \| \| \| \| \| |                |    |    |
|                |                |    |    |
| M17            | Y5 · N35 · N36 | M8 | M8 |

| M17 | Y5 · N35 · N36 | M8 | M8 |

Kartuše Šešonka I. na tlapě královské sfingy z období vlády Amenemhet II.;12. dynastie;